# Värttinä

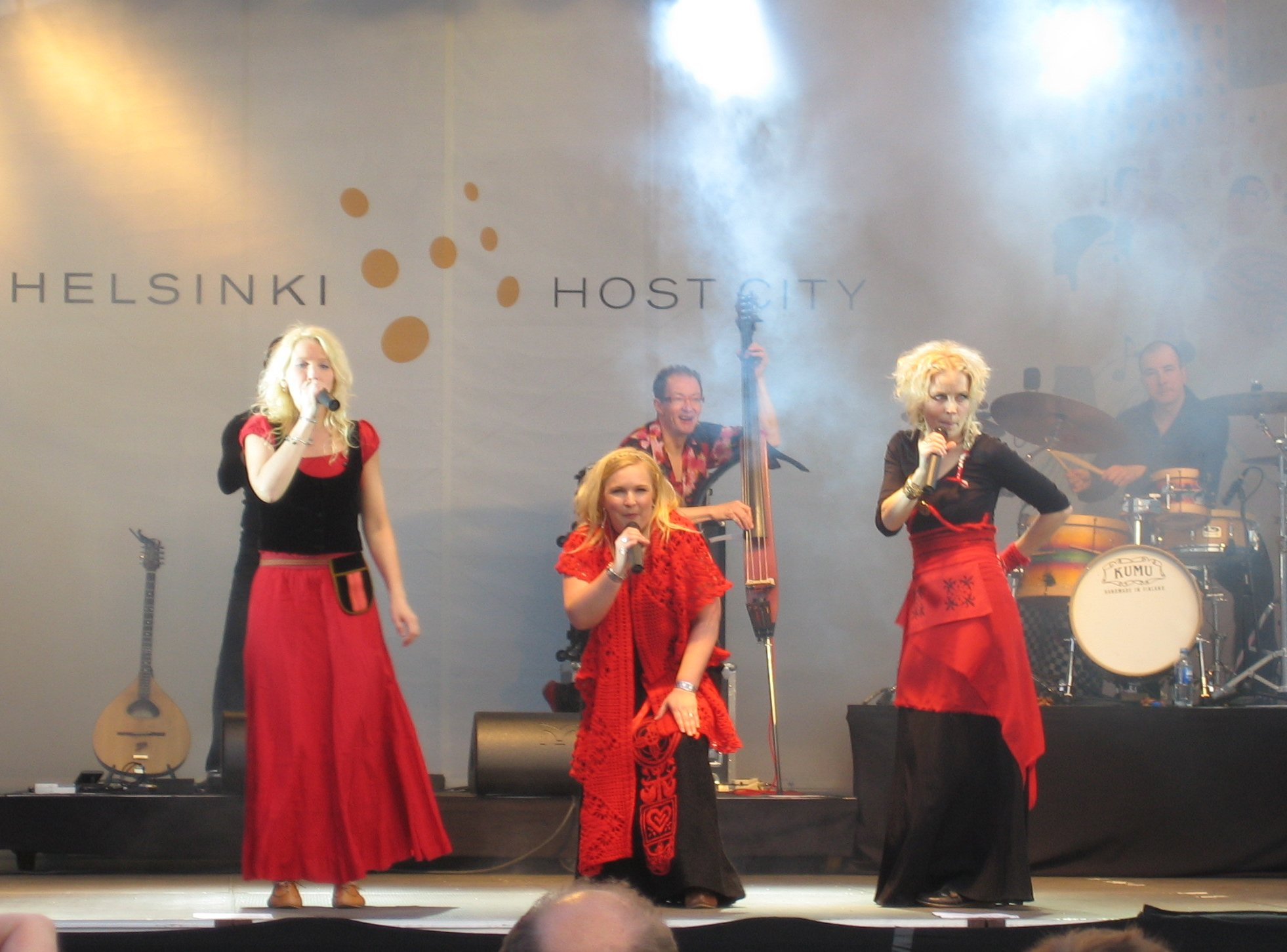
Värttinä tijdens een concert in Helsinki

Värttinä is een Finse volksmuziekgroep die is begonnen als een jeugdproject van Sari en Mari Kaasinen in 1983 in het dorpje Rääkkylä (Fins Karelië, in het zuidoosten van Finland). De zusjes waren toen 15 en 11 jaar oud. Värttinä brak in 1991 door met de cd Oi Dai. De groep staat bekend om haar hoge stemgeluid, dat aansluit bij een eeuwenoude Russisch/Finse muziektraditie.
Door de jaren heen heeft de groep veel personele veranderingen doorgemaakt. In 2021 bestaat Värttinä uit de zangeressen Mari Kaasinen, Susan Aho en Karoliina Kantelinen en de instrumentalisten Mikko Hassinen, Matti Laitinen en Lassi Logren. 

## De band

### Het begin
De groep werd opgericht door de tienerzussen Sari en Mari Kasinen uit het kleine dorpje Rääkkylä. Hun moeder had een sterke interesse in de traditionele volksverhalen en gedichten uit Karelië, de streek van de Kalevala en een streek die erom bekendstaat dat ze oude volkscultuur nog steeds levend houdt. De meisjes begonnen gedichten voor te dragen onder de groepsnaam Tsukupat. De sterke interesse in de Kalevalacultuur zou doorheen de carrière van de groep een constante factor in de songteksten blijven. 
Toen Värttinä in 1983 werd opgericht beperkten ze zich tot het voordragen van gedichten, pas het jaar erop werd er ook gezongen. De groep won twee jaar op rij een jeugdkunstfestival. In 1985, toen er ook muzikantjes waren bijgekomen, traden ze voor het eerst op op het Kaustinen Folk Music Festival waar ze opvielen door hun hoge en luide gezang. Volgens Mari Kaasinen is die kenmerkende hoge zang per toeval ontstaan omdat het publiek vroeg luider te zingen, en ontdekten ze later dat die zangstijl nauw aansloot bij de traditionele manier van zingen. 
Sari Kaasinen werd de facto bandleidster en Värttinä werd uitgebreid met steeds meer zangeressen en muzikanten uit het dorp. Op een bepaald ogenblik waren er zelfs 21 leden. Omdat de groep niet nog verder kon groeien richtte Sari de band Sirmakka op voor de jongsten. Toen Sari jaren later uit Värttinä stapte, ging ze verder met Sirmakka, een band waarmee ze enkele cd's uitbracht.
In het begin van 1987 werd Värttinä in Kaustinen uitgeroepen tot ensemble van het jaar. In de lente namen ze hun eerste album Värttinä op met Finse traditionals. De gebruikte instrumenten waren kantele, gitaar, contrabas, viool, accordeon, saxofoon en fluit. Het album geeft een goede indruk van het vroegste Värttinä, met piepjonge muzikanten die hun instrument nog niet allemaal even goed bespelen. Toch wisten ze al de aandacht te trekken en het komende jaar meer dan honderd optredens te geven. 
Het volgende album Musta lindu (zwarte vogel) werd uitgebracht midden 1989 en laat een band horen die er speltechnisch duidelijk op vooruit is gegaan en met meer zelfvertrouwen speelt. De nummers waren traditionals van de Fins-Oegrische volksgroep de Mari die in midden Rusland leven. De nummers werden door Sari Kaasinen verzameld tijdens reizen doorheen het gebied. Het album bevatte ook een eigen compositie, een melancholisch nummer op kantele dat ze schreef toen ze vijftien jaar oud was. Tegen de zomer leek het dat het einde van de groep in zicht was omdat de meeste leden hun middelbare studies beëindigd hadden en er keuzes gemaakt moesten worden. Pauliina Lerche verliet op dit ogenblik de band en zou met verschillende folkensembles in the picture blijven. De Kaasinen zussen, Janne Lappalainen, Kirsi Kähkönen en Minna Rautiainen besloten echter door te gaan met Värttinä en dit zou het begin van de volgende periode van de groep inluiden.

### Naar Helsinki
De overgebleven bandleden trokken naar Helsinki waar ze zich inschreven aan de Sibeliusacademie. Ze verzamelden muzikanten uit het lokale (rock) milieu en maakten een demo die leidde tot een contract met Sonet Records. De single Marilaulu wist de publieke aandacht te trekken en toen in de lente van 1991 het album Oi dai uitkwam volgde de grote doorbraak. Het album verkocht meer dan 50.000 exemplaren met een gouden plaat tot gevolg. De groep had nu de traditionele folk verlaten en bracht een mix van de Fins-Oegrische muziektraditie met moderne rock en jazz gespeeld op akoestische instrumenten. Hiermee hadden ze een geheel eigen sound ontwikkeld. 
In 1992 volgden grote optredens door heel Europa. Värttinä zong onder meer op het Folkfestival Dranouter, waar ze als onbekende groep iedereen aan het dansen kreeg. De groep ontving dat jaar een Finse Emma Award. Na een kleine verandering in de line-up werd eind 1992 Seleniko uitgebracht, met meer eigen nummers dan voorheen. Oi dai en Seleniko werden ook in de Verenigde Staten uitgebracht en in 1993 volgde de eerste Amerikaanse tournee. Een fragment van het nummer Matalii ja mustii werd gebruikt in de Amerikaanse kinderserie Arthur wat de bekendheid van de groep vooruithielp. 
Op het in 1994 uitgebrachte album Aitara werd Antto Varilo gitarist en Pekka Lehti bassist. De band toerde weer uitgebreid door Europa, waarbij onder meer het Tilburgse Festival Mundial werd aangedaan, en door Noord-Amerika. De zangeressen zongen verder mee op een album van Maggie Reilly. 
Värttinä's zesde album Kokko uit 1996 beklemtoont de experimenteerdrift van de groep en wordt de meest poppy release die ze zullen uitbrengen. Dit album sloot de tweede periode van de groep af omdat na een tournee in Japan bandleidster Sari Kaasinen om familiale redenen uit de groep stapte.

### Experimenteerdrift
Na het vertrek van Sari Kaasinen werd de traditionele folkaanpak nog meer verlaten voor verder geëxperimenteer en het in 1998 uitgebrachte album Vihma bevatte zelfs een remix. Voor het eerst waren alle nummers eigen werk en ze bevatten complexere veranderingen in ritme. Ook de zang werd ritmisch gediversifieerder. Net zoals de vorige albums verscheen dit nummer in de world music charts. Susan Aho, die oorspronkelijk als accordeoniste was binnengehaald als vervangster voor Riita Kossi, werd in de winter van 1998 een van de zangeressen. Markku Lepistö werd de nieuwe accordeonist. Beiden zijn getalenteerde songschrijvers en muzikanten en hierdoor zullen ze een belangrijke invloed hebben op de sound van de groep op de komende platen. 
De groep zette zijn experimenteerdrift verder en het in 2000 uitgebrachte album Ilmatar begon met een op een syntheziserloop draaiend nummer, Itkin. Een van de populairste nummers van het album zou Äijö worden, met een opzwepende traditionele Sami joik van Ismo Alanko. De groep zou het hele jaar toeren doorheen Japan en Europa. De tournee eindigde met een optreden in het Savoy Theater in Helsinki, die de live-cd 6.12. opleverde, naar de datum van het concert, de Finse onafhankelijkheidsdag. Het album kwam begin 2001 uit, tegelijkertijd met het boek Korkeelta ja kovvoo dat de geschiedenis van de band beschrijft. In deze periode vervoegde zangeres Johanna Virtanen de band ter vervanging van Riika Timonen. 
De groep had ondertussen het punt bereikt waarop ze moesten kiezen tussen nog verdere experimenteerdrift of een terugkeer naar de roots. Door muzikale meningsverschillen stapte originele zangeres Kirsi Kähkonen uit de band, waardoor Värttinä, bekend om zijn vocale kwaliteiten, voor het eerst verderging met slechts drie zangeressen. Ook Pekka Lahti en de veelvuldig als songschrijver gehuldigde Kari Reiman verlieten de groep.
In 2003 verscheen met Iki een folky album dat in niets meer te vergelijken viel met de folk uit de eerste periode. De opzwepende punkfolk uit het begin had plaats gemaakt voor een meer volwassen Värttinä dat gebruikmaakt van ingewikkelde muzikale structuren en een zang die veel soberder is dan voorheen.

### Projecten en verzameld werk
Later dat jaar werd Värttinä uitgenodigd in Canada om de muziek te schrijven voor de Lords of The Rings-musical, gebaseerd op het boek van 
J. R. R. Tolkien. Dit werd een moeilijke bevalling en gedurende tweeënhalf jaar werkte groep samen met de bekende Indiase componist A.R. Rahman onder supervisie van Christopher Nightingale. De musical ging in première in Toronto in 2006 en verhuisde het jaar erop naar Londen.
Tussendoor vonden de zangeressen en accordeonist Markku Lepistö de tijd om samen te werken met de Zwitserse muzikant Simon Ho voor zijn album if. en met de Franse avant-garde componist Hector Zazou voor zijn album Chansons des mers froides uit 2004. 
In december 2005 kreeg Värttinä de Finland Prijs die uitgereikt wordt door het Finse Ministerie van Onderwijs omwille van hun artistieke verdiensten. De maand erop verscheen het album Miero op het Real World Records label. 
In 2006 verscheen de eerste Värttinä-dvd, met het concert dat in Helsinki werd gegeven voor het 20-jarig bestaan van de groep in 2003. De dvd bevat verder enkele interviews en muziekclips die de hele periode van het bestaan van de groep bestrijkt. 
De groep zou blijven toeren, onder andere om hun 25-jarig bestaan in 2008 luister bij te zetten. Dit werd gevierd met een verzamelalbum met daarop een nieuw nummer (Mierontiellä ja punaisella matolla) dat gesneuveld was bij de opnames van Miero. Het optreden in het Finse Tampere werd opgenomen en uitgezonden door de Finse zender YLE.  
Eind 2008 verscheen een nieuw boek "Värttinä - Mierontiellä ja punaisella matolla" dat opnieuw de bandgeschiedenis beschrijft.
In 2009 volgden nog enkele sporadische optredens, zonder Janne Lappalainen en Markku Lepistö die de groep verlaten hadden. Sinds het vertrek van Lappalainen is Mari Kaasinen het enige overgebleven originele bandlid. In 2008 startten zangeressen Susan Aho en Johanna Virtanen het duo Kuunkuiskaajat op waarmee ze de Finse voorronde voor het Eurovisiesongfestival 2010 wonnen met het nummer Työlki ellää. Ze werden echter uitgeschakeld in de halve finale. 

### Opnieuw naar de roots
Na een lange periode zonder activiteit begon Värttinä in 2011 opnieuw te toeren. 
In 2012 verscheen het album Utu. Aan het eind van dat jaar nam Karoliina Katelinen de plek van Johanna Virtanen in. 
In 2016 verscheen het album Viena met als zangeressen Mari Kaasinen, Susan Aho en Karoliina Kantelinen. Inspiratie voor dit album deed de groep op bij een bezoek aan de 'Viena Karelian folklore villages' in Rusland, waar de bandleden een unieke ontmoeting hadden met de laatst overgebleven runo zangers in de regio. Deze zangers putten uit een meer dan duizend jaar oude traditie waar ook de Kalevala-traditie uit voort is gekomen. Het ”Viena" album is aldus een tribuut aan Värttinä’s Viena-Karelische muzikale roots. 

## Albums
- Värttinä, 1987
- Musta Lindu, 1989
- Oi Dai, 1990
- Seleniko, 1992
- Aitara, 1994
- Kokko, 1996
- Vihma, 1998
- Ilmatar, 2000
- 6.12., 2001
- Iki, 2003
- Miero, 2006
- 25, 2007
- Utu, 2012
- Viena, 2016
- Kyly, 2025